# گل (خوسف)
 گُل، روستایی است از توابع بخش جلگه ماژان شهرستان خوسف، واقع در استان خراسان جنوبی که بر اساس سرشماری سال ۱۳۸۵ مرکز آمار ایران، جمعیت آن بالغ بر ۶۵۰ نفر بوده‌است.
گل با تاریخچه‌ای بسیار طولانی زندگی مردمان مختلفی را تجربه کرده‌است. گفته می‌شود حدود چند قرن پیش جمعیتی بسیار بیشتر از جمعیت خوسف را در خود دیده‌است، چرا که از لحاظ آب و هوا و میزان آب‌های زیر زمینی وضعیت بهتری نسبت به آن داشته‌است. به خاطر دور بودن از مسیرهای ترابری و خشکسالی‌های پی در پی و عدم توجه حاکمان به صنعت کشاورزی جمعیت آن در طول تاریخ رو به افول بوده‌است. سابقهٔ تاریخی آن را می‌توان از روی بناهای تاریخی، که هنوز بقایای آن وجود دارد، فهمید. به گفتهٔ افراد سالخوردهٔ این روستا، انگلیسی‌ها و روس‌ها در این مکان رفت‌وآمد داشته‌اند. و هنوز هم بقایای کاروانسراهایی که در آن توقف و استراحت می‌کرده‌اند، وجود دارد و متأسفانه هر سال نابودتر می‌شود. این روستا از معدود روستاهای خراسان جنوبی است که از سال‌های کهن مهد دانش و مجهز به مراکز آموزشی بوده‌است و مدرسه طلاب آن زبانزد خاص و عام است.

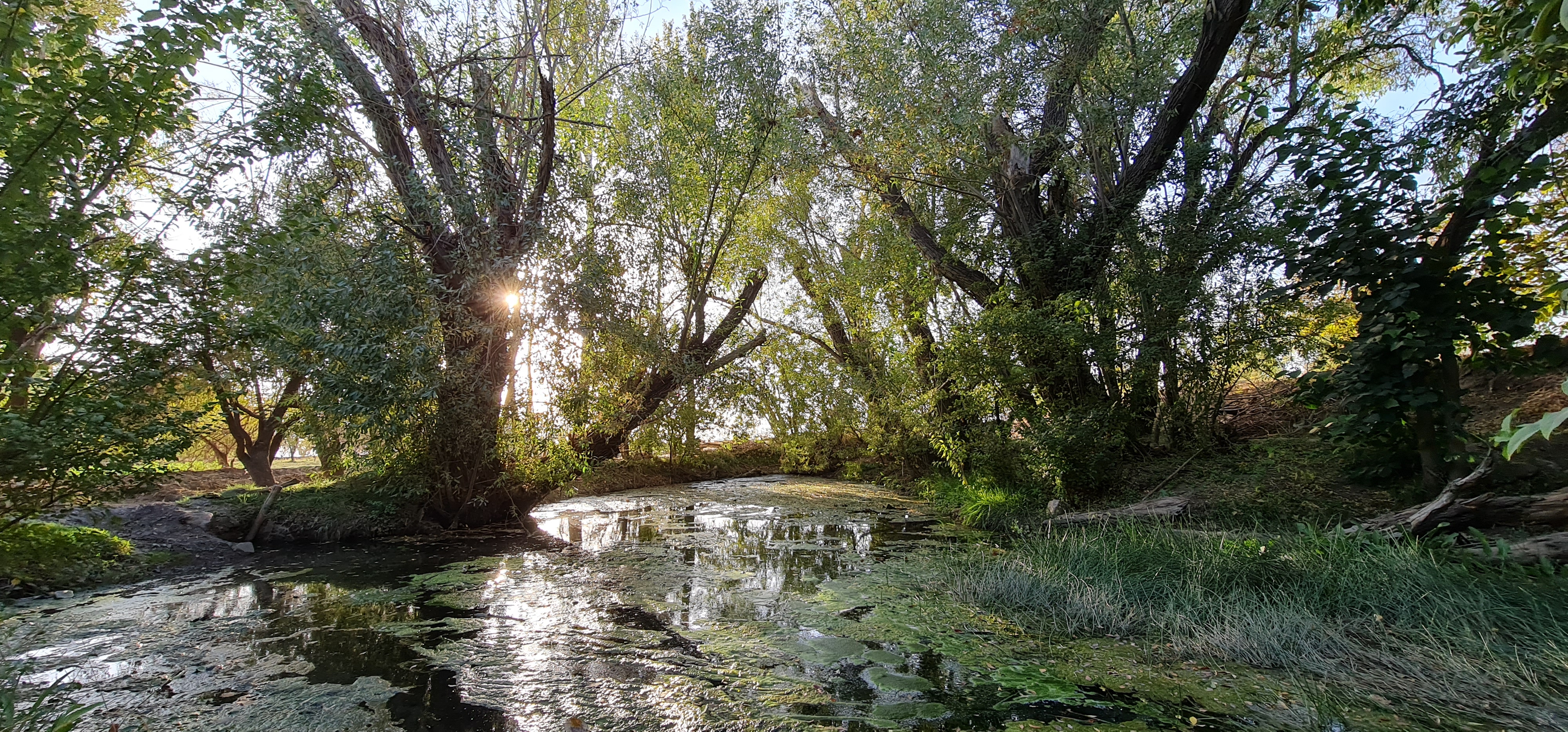
تصاویر روستا زیبا گل

## نامگذاری
وجه تسمیه گل برگرفته از عواملی مانند خوش آب و هوا بودن منطقه، خاک حاصلخیز و رویش انواع گل‌های معطر، محصولات زراعی و باغی و سکونت قبیله‌ای به این نام در منطقه است. در ورودی روستای گل تابلو خوش آمدگویی توسط دهیاری نصب شده و میدان بهار در ابتدای روستا، نام گذاری خیابان‌ها و کوچه‌ها به نام شهدا، شعرا، بزرگان منطقه و ایران اسلامی، خیابان‌های آسفالت و جدول گذاری شده و نصب سطل‌های زباله نظر هر بیننده را جلب کرده و نمای یک شهر را در ذهن تداعی می‌کند و چه زیبا و بامسماست که نام این محل را گل نهاده‌اند.

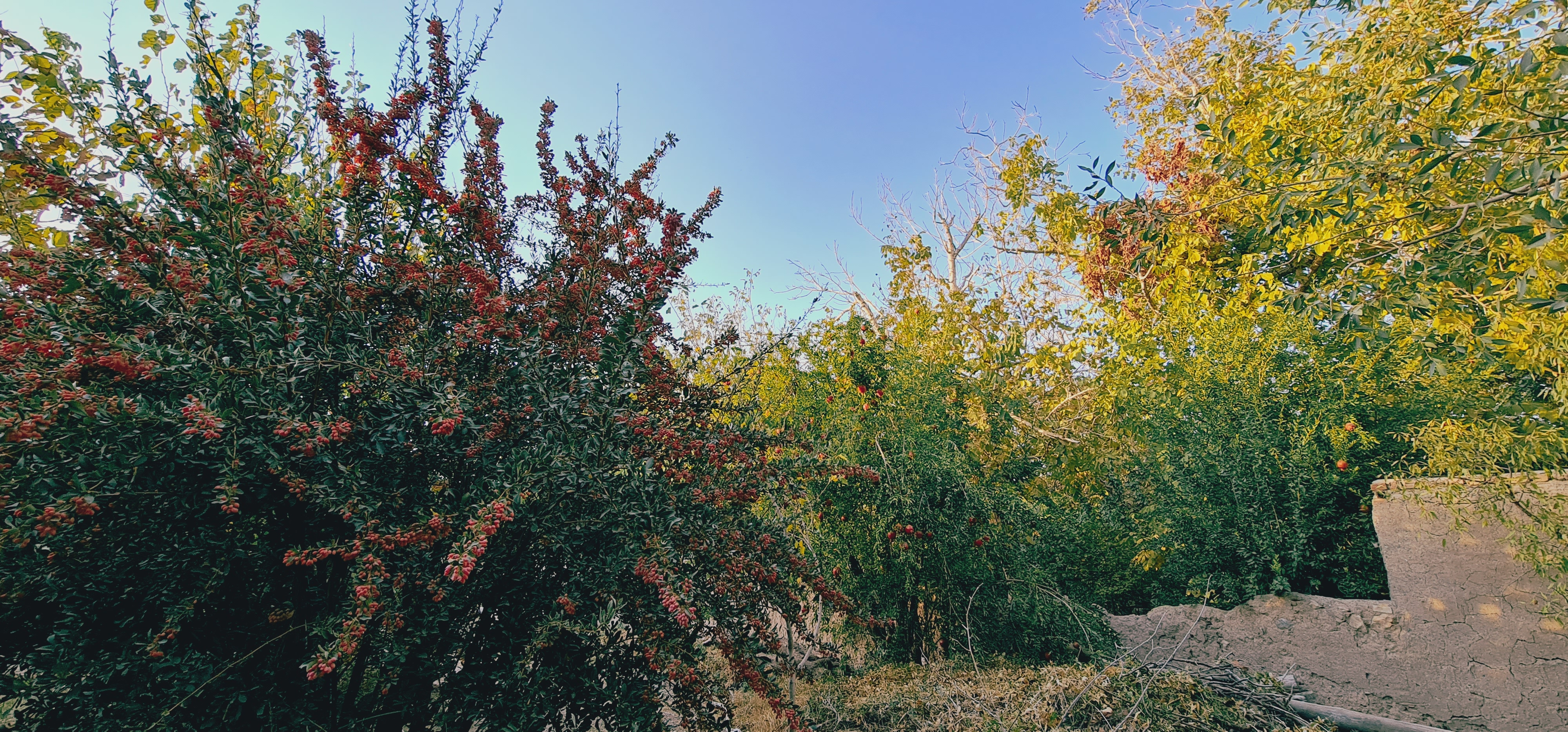
تصاویر روستا زیبا گل

## تاریخ
قدمت روستای گل به قبل از اسلام برمی گردد. در ابتدا این روستا پایین دست کوه قرار داشته و سپس به محلی که اکنون باغ علیشاه نام دارد منتقل و با گذشت سالیانی دور هم به محل فعلی انتقال یافته‌است.

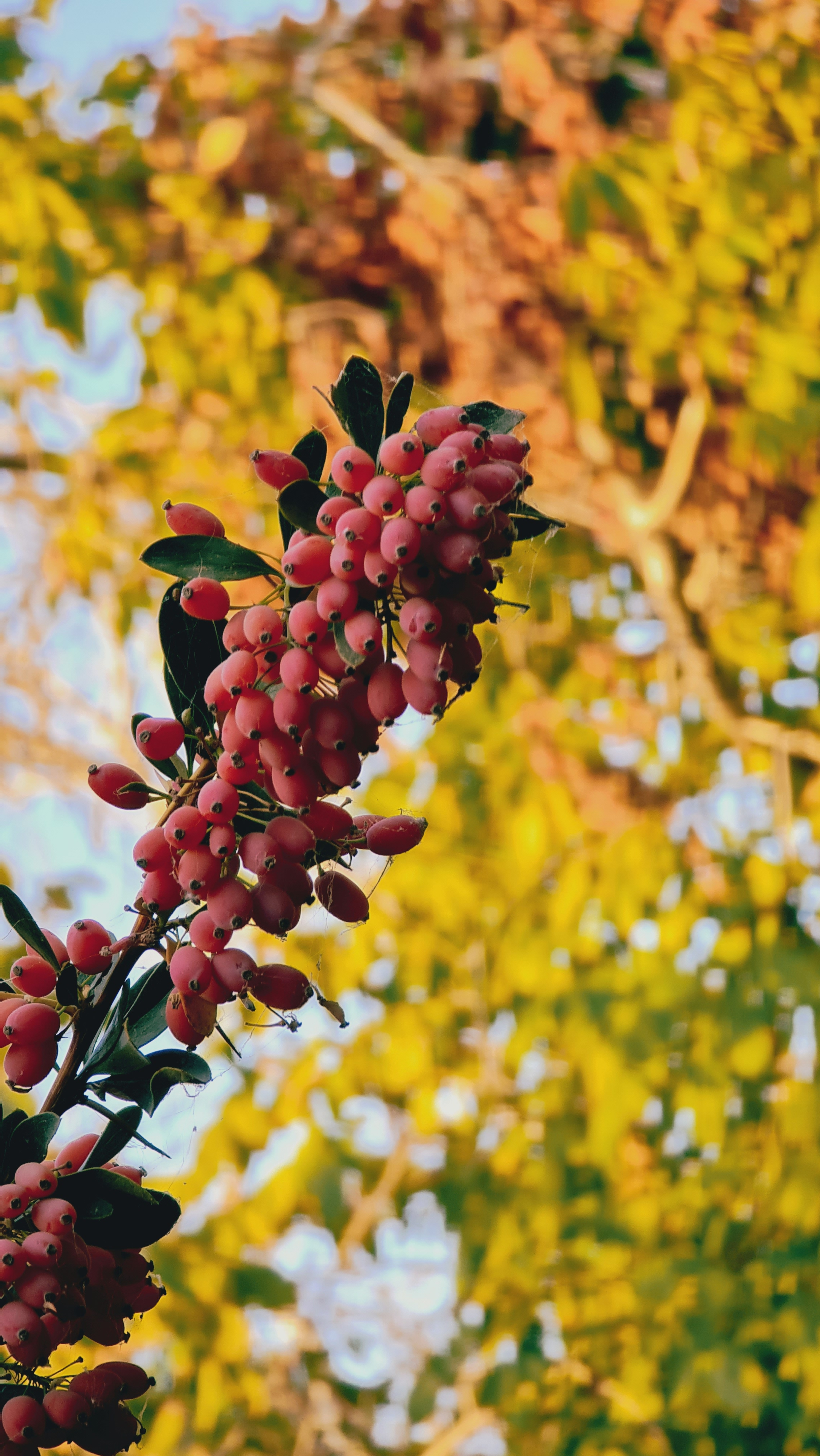
تصاویر روستا زیبا گل

## موقعیت جغرافیایی و آب و هوا
روستای گل با طول جغرافیایی ۵۹٫۱۶۸۵۶۵۳ درجه و عرض جغرافیایی ۳۲٫۶۸۷۷۵۰۹ درجه، (۳۲ درجه و۴۱ دقیقه و ۱۲ثانیه شمالی، ۵۹ درجه و۱۰ دقیقه و۰ ثانیه شرقی) در فاصله مستقیم ۲۲ کیلومتر و فاصله ارتباطی ۷۵ کیلومتر از بیرجند و ۳۵ کیلومتری خوسف قرار دارد. در غرب و شرق آن روستاهای فریز و چهکند قرار گرفته‌اند. روستای گل به لحاظ جغرافیایی در کوهپایه جنوبی رشته کوه باقران واقع است و دشتی نسبتاً بیکران و روستاهای بی شمار و متعدد از چشم‌اندازهای روستا ست. روستای گل مرکز دهستان براکوه بخش خوسف، یکی از روستاهای خوش آب و هوا، کوهستانی و با موقعیت عالی و یکی از مناطق سرسبز و دارای باغ‌های میوه و محصولات متنوع است. از دیگر خصوصیات روستا، وجود قنوات بزرگ و طولانی به نام‌های پرج، پرجو، دره، سراب و... است.

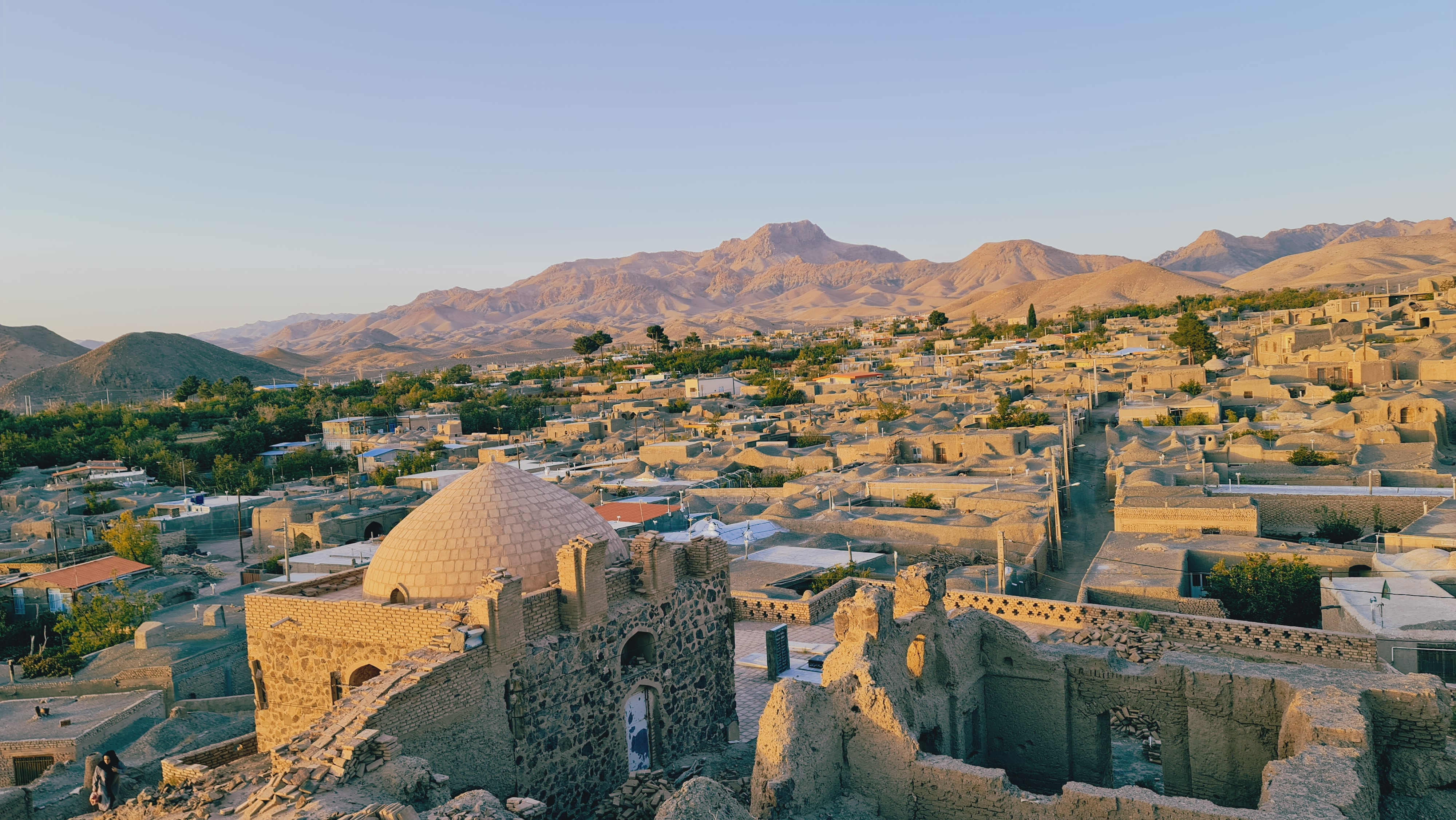
تصاویر روستا زیبا گل

## شغل و محصولات
متناسب با آب و هوای آن شغل بیشتر افراد کشاورزی، باغداری و سبزیکاری است و محصولات زراعی اصلی گندم، جو، زعفران، ارزن، عدس و نخود می‌باشد. در کنار این‌ها محصولات باغی مثل بادام و گردو و میوه‌هایی مانند توت، زرد آلو، آلو، شفتالو، انگور، انجیر، انار، سیب و... پرورش می‌یابد (به جز مرکبات و خرما هر نوع میوه‌ای یافت می‌شود). اغلب میوه‌های این روستا به صورت خشکبار عرضه می‌شود. روستای گل استعدادهای زیادی دارد به طوری که از نظر کشاورزی، محل تولید محصولات باغی، غلات، حبوبات آبی و دیمی، گلخانه‌ای و غیره‌است و ۵ قنات معتبر به نام‌های پرچ، پرچو، دره، استینج، سراج و غسالخانه با میزان آب دهی بالا دارد. در صورت حمایت کشاورزان و هدایت سرمایه گذاران این روستا می‌تواند به عنوان یکی از مراکز مهم بخش شهرستان و استان در بعد صنایع دستی، بسته‌بندی و تبدیلی باشد.

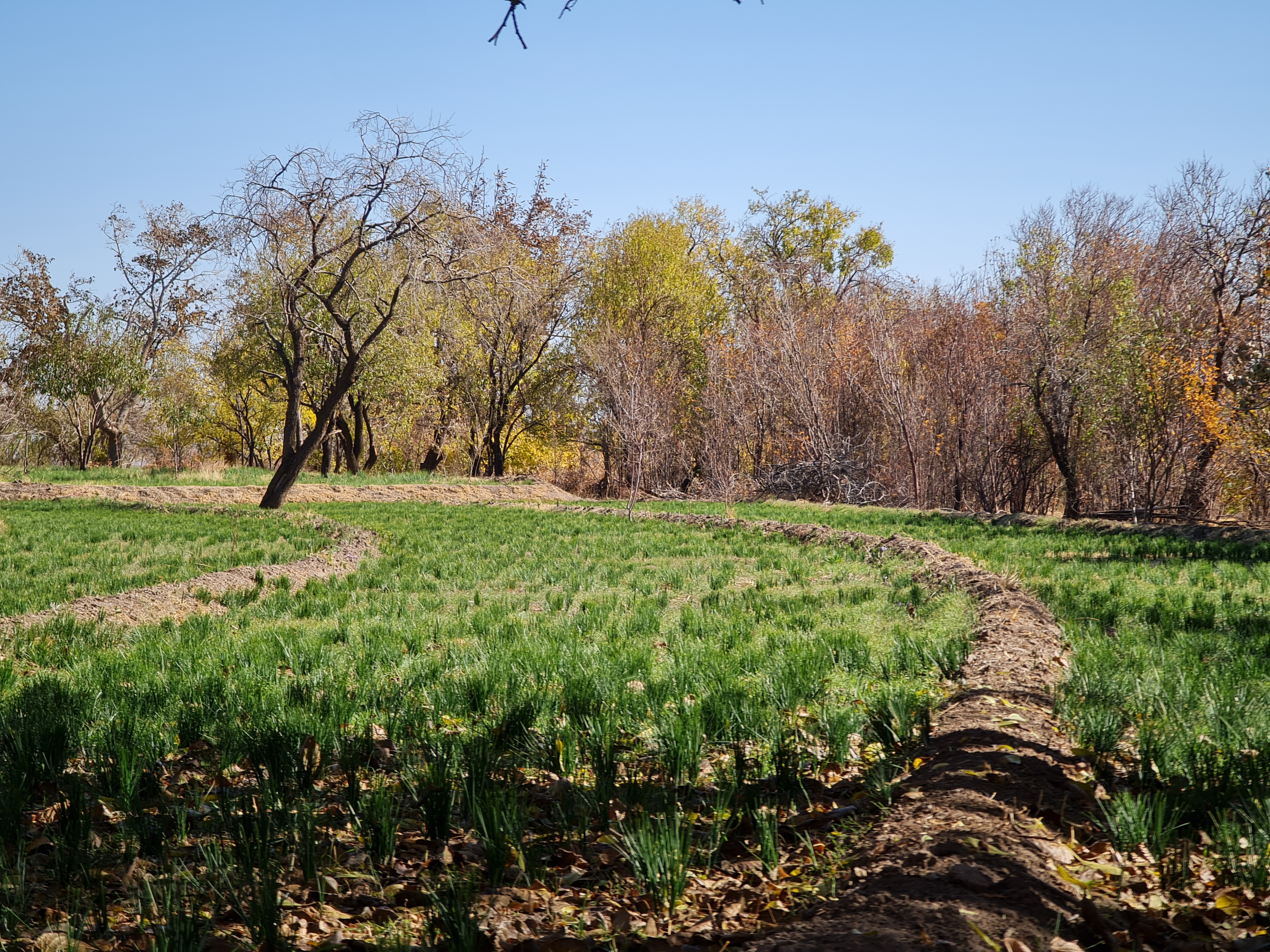
تصاویر روستا زیبا گل

## جمعیت و هرم سنی
بر اساس سرشماری سال ۱۳۸۵ مرکز آمار ایران، جمعیت آن بالغ بر ۲۳۰ خانوار و ۶۵۰ نفر بوده‌است. با توجه به مهاجرت جوانان به شهرها و عدم وجود امکانات، جمعیت آن پیوسته کم می‌شود و در حال حاضر جمعیت آن تقریباً سالخورده‌است.

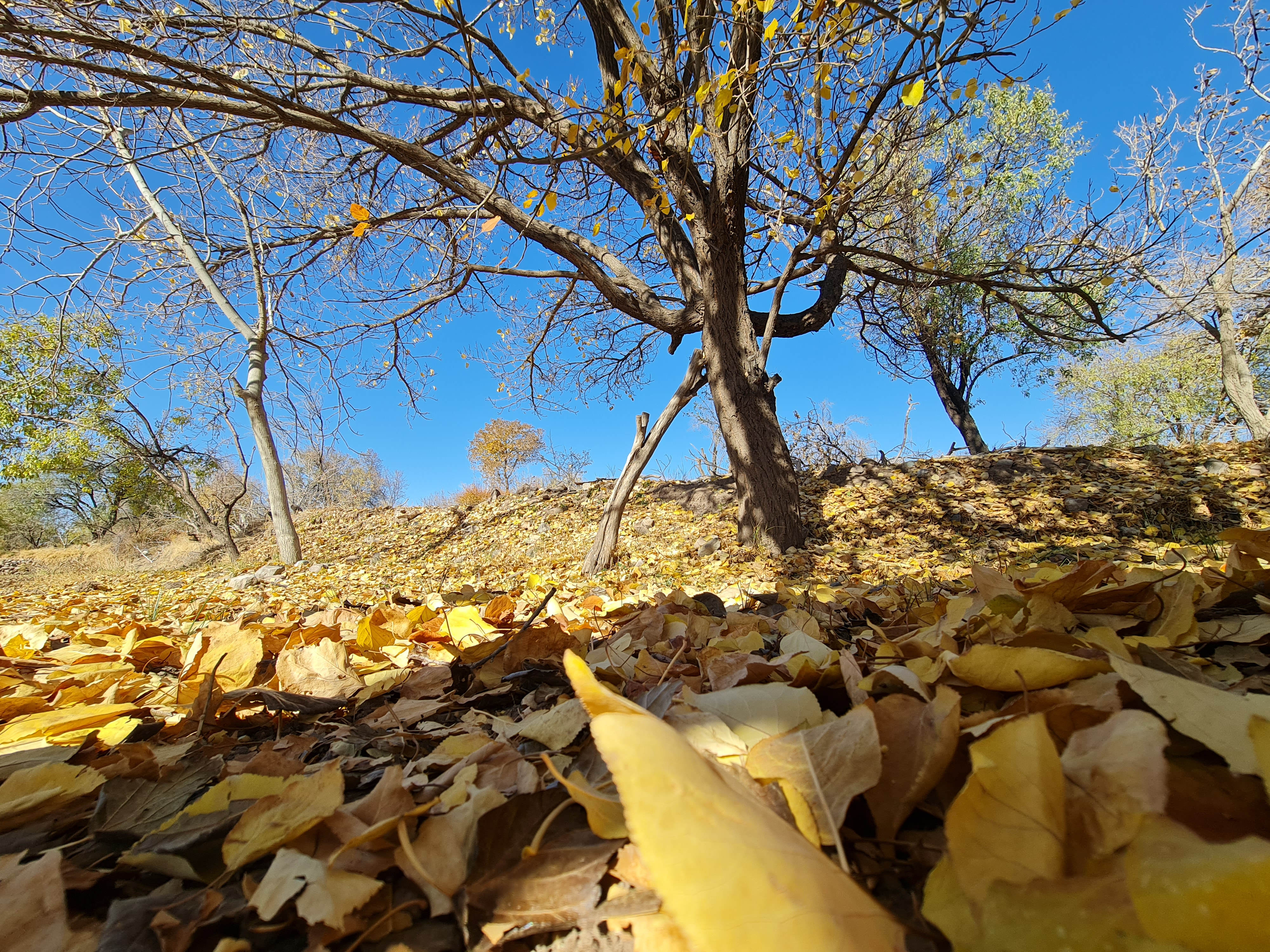
تصاویر روستا زیبا گل

## راه‌های ارتباطی
راه ارتباطی اصلی روستای گل آسفالته‌است از غرب به شرق و از شهر خوسف به این روستا کشده شده‌ و تا روستای شرقی عیلکی امتداد یافته‌است.  علاوه بر این راه‌های دیگری هم از این روستا به بیرجند وجود دارد (راه رکات) که به دلیل سخت‌گذر بودن و تخریب سالانه در اثر سیل کمتر استفاده می‌شود ولی مسافت آن کمتر از ۲۵ کیلومتر است لازم به ذکر است که این راه در حال حاضر آسفالت میباشد و حدودا ۲۰ تا ۳۰ دقیقهتا شهر بیرجند فاصله زمانی دارد.

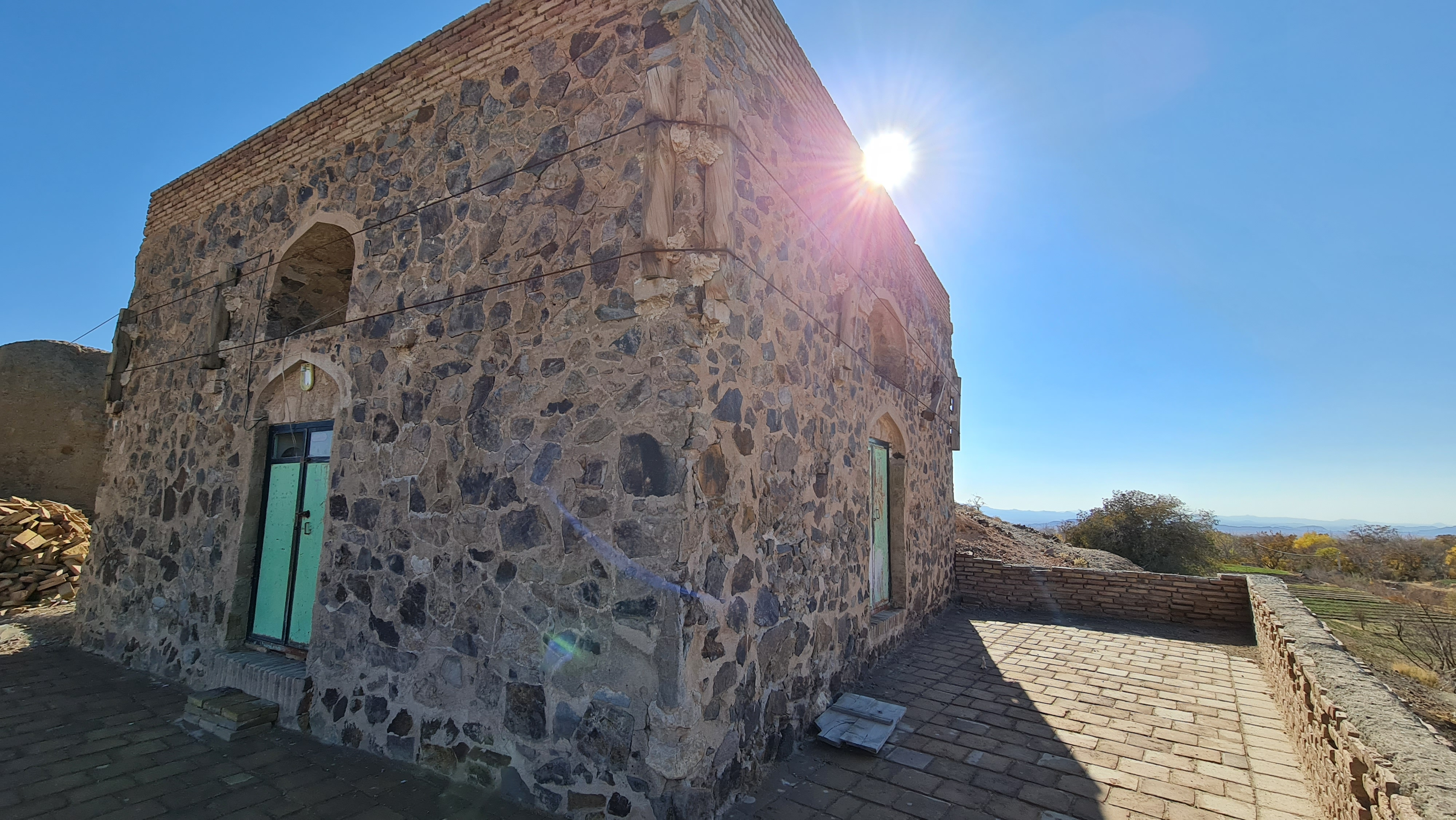
تصاویر روستا زیبا گل

## امکانات
مردم این روستا از آب، برق، تلفن خانگی، سیستم مخابراتی تلفن همراه و پست بانک برخوردارند. همچنین امکانات آموزشی از دبستان تا دبیرستان برای دختران و پسران وجود داشته و کتابخانه عمومی مجهز به کتاب‌های جدید نیز در اختیار مردم این روستا می‌باشد. فضای سبز و پارک نیز در مرکز این روستا ساخته شده‌است.

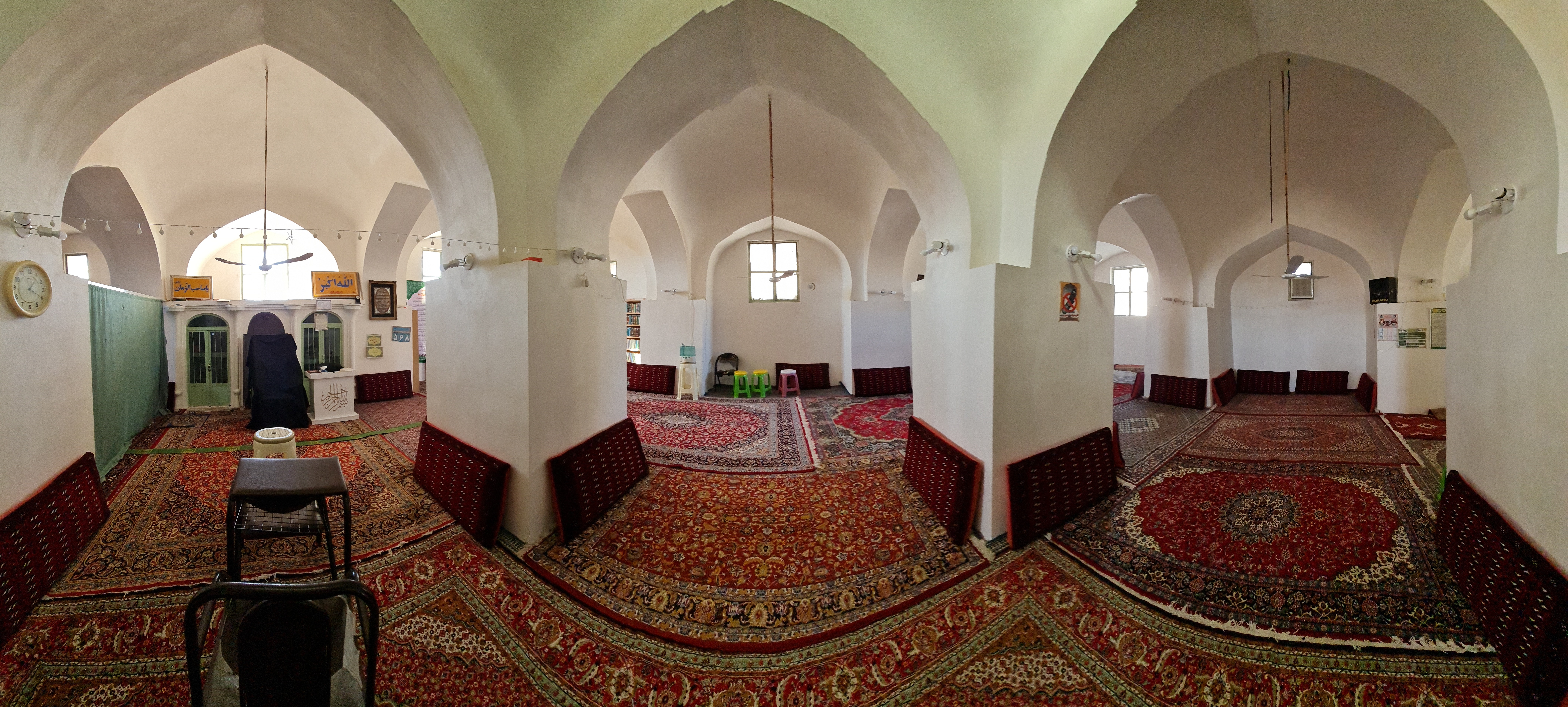
تصاویر روستا زیبا گل

## فرهنگ
در زمان‌های قدیم در این روستا مدرسه طلاب بوده و سال‌های سال روحانیان در آن درس خوانده‌اند و استادان برجسته‌ای مثل مرحوم آخوند ملاحسین علی، ملامحمد حسن، حاج آخوند، شیخ فضل ا...، شیخ مقدسی، شیخ مکی، شیخ مرتضوی، محمد طه توحیدی، شیخ ابوالقاسم اسدی و آخوند محمد صالح را می‌توان نام برد که در این مدرسه تحصیل و تدریس کرده‌اند.
این مدرسه پس از تعطیلی کم کم تخریب شد و حدود ۲ سال قبل با هماهنگی اداره اوقاف و امور خیریه، تبلیغات اسلامی و بخشداری تخریب و تصمیم گرفته شد پس از تأمین اعتبار مجدد این بنا در ۲ طبقه ساخته شود اما تاکنون هیچ اقدامی در این محل صورت نگرفته و مراجعه و مکاتبه‌های شورای اسلامی و دهیاری محل به نتیجه نرسیده‌است.
از علما، شعرا و نویسندگان مشهور گل می‌توان به مرحوم دکتر قوامی طبیب و عالم برجسته، مرحوم ارجمند و مرحوم فرزین اشاره کرد. ضمناً اصلیت آقای داریوش ارجمند بازیگر به این روستا می‌رسد.
با وجود قدمت چند هزار ساله و جمعیت زیاد این روستا، حدود ۷۰ سال پیش اداراتی از جمله مالیه، امنیه، نظمیه و علمیه داشته که به دلایلی تعطیل شده‌است.
از افراد مشهور این روستا که در عمران آبادانی روستا بسیار کار و کوشش کرده است حسن یاوری گل نام دارد که متولد همین روستا است، از جمله کارهای اساسی انجام داده توسط ایشان را اجرای طرح هادی میتوان نام برد که بر پیشرفت و آبادانی روستا افزوده است.
در مورد سابقه آموزش و پرورش نیز گرچه روستای گل مدرسه علمیه و حدود ۱۰ مکتب خانه داشته ولی به صورت رسمی از سال ۱۳۱۲یکی از اولین دبستان‌های شهرستان بیرجند در این روستا دایر شده و قبل از انقلاب نیز دارای مدرسه راهنمایی و دبستان بوده که حدود ۵ سال قبل از طریق کمک‌های مردمی مدرسه راهنمایی به صورت شبانه روزی دایر شد و از سال ۱۳۸۰ به بعد با احداث ساختمان خوابگاه، مهد کودک و کتابخانه، این آموزشگاه به صورت شبانه روزی دولتی اداره می‌شود. خوابگاه شبانه روزی دخترانه نیز احداث و به صورت مستقل تا پایان سال ۸۶ دایر بود که به دلیل آمار پایین دانش آموز به خوسف منتقل شده‌است.

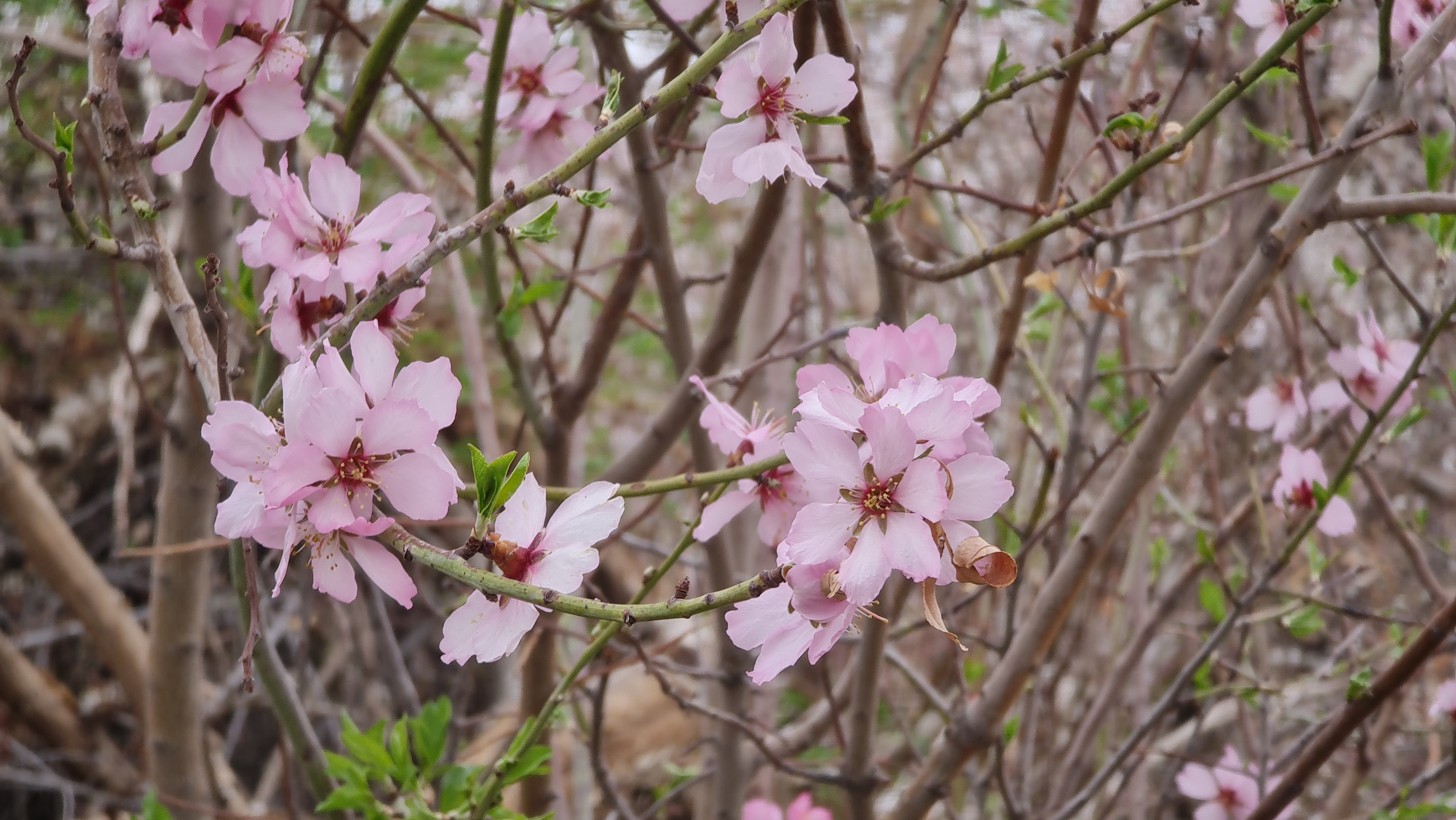
تصاویر روستا زیبا گل

## آثار تاریخی- مذهبی وجاذبه‌های گردشگری

### مسجد جامع
از اماکن تاریخی و مذهبی روستای گل می‌توان به مسجد جامع اشاره کرد که قدمتی چند صد ساله داشته و دارای ماذنه و شبستانی زیباست و ثبت آثار ملی شده‌است. از لحاظ سبک معماری جزو نمونه‌های قابل توجه در منطقه به شمار می‌آید. این بنا شامل سردر ورودی، دهلیز شبستان ستوندار، صحن، پایاب و دو ایوان می‌باشد ورودی بنا که از لحاظ معماری وتزئینات وابسته مهم‌ترین و با ارزشترین بخش بنا محسوب می‌شود دارای تزئینات انبوه گچبری و با طرحهای اسلیمی و رسمی بندی می‌باشد. شبستان بنا دارای چهار ستون چهار ضلعی به قطر حدود سیزده سانتیمتر و نه گنبد می‌باشد. در دو طرف جنوب غرب و شمال شرق صحن دو ایوان قرار دارد که دارای قوس کلیل می‌باشد. براساس سنگ لوح موجود، تاریخ ساخت این بنا سال ۱۱۷۷ هجری قمری و بانی آن ((محمد حسین بن حاج محسن)) مشهدی است و دو سنگ نوشته مربوط به سال‌های ۱۱۷۷ و ۱۱۹۱ هجری قمری در ایوان ورودی آن نصب شده‌است. ورودی این بنا را می‌توانید در این عس مشاهده کنید (ورودی بنا)

### مزار شیخ شمس الدین
از دیگر آثار تاریخی روستای گل مزار شیخ شمس الدین خلوتی گلی است، بنای تاریخی مزار ((شیخ شمس الدین)) موسوم به مزار گل در دامنه تپه‌ای در حاشیه جنوبی روستای گل قرار دارد. این بنا شامل یک ایوان در وسط و دو حجره در دو طرف است. دیوارهای حجره غربی از سنگ ساخته شده و از استحکام بیش تری برخوردار است. این حجره مقبره شمس الدین است و با یک گنبد آجری پوشش یافته‌است. از تزیینات این بخش می‌توان به کاربندی‌های سنگی فیل پوش‌ها، قسمت بالای طاق نماها و زیر ساقه گنبد اشاره کرد. سنگ نوشته آن مربوط به سال ۹۹۵ هجری قمری است و در بهارستان آیتی به آن اشاره شده و در کتاب تاریخ سیستان در زمان پادشاهی سلطان حسین بایقرا عارف مشهوری به نام شمس الدین خلوتی در این روستا زندگی می‌کرده که عبادت و اخلاق او زبانزد خاص و عام بوده‌است.

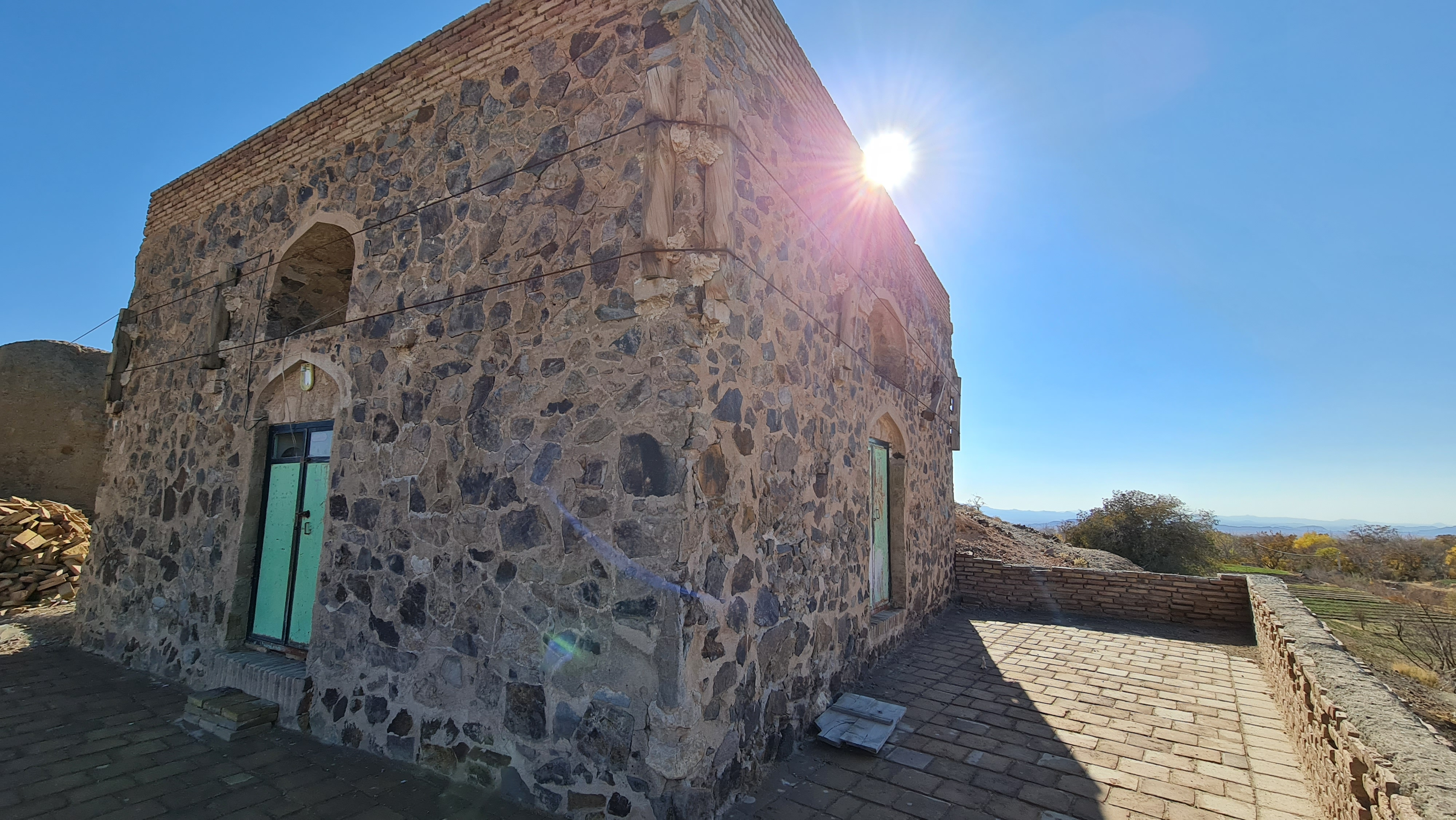
تصاویر روستا زیبا گل

### مزار شیخ ابوسعید
مزار شیخ ابوسعید خلوتی گلی، مزار سلیمان و مزار ملک جبرئیل را از دیگر مکان‌های مذهبی به شمار می‌رود و مردم به این مکان اعتقادات خاصی دارند. حجره شرقی مزار گل، محل دفن ((شیخ ابوسعید)) بوده و از خشت ساخته شده‌است. این حجره به دلیل عدم استحکام، آسیب بیشتری دیده‌است، قسمت‌هایی از ایوان بنا نیز فرو ریخته‌است. این ایوان در گذشته دارای طاق‌های جناغی بود، ولی امروزه فقط قسمتی از پایه طاق‌ها که بر روی دیوار حجره غربی قرار دارند، باقی مانده‌است. بر اساس اسناد مکتوب و سنگ لوحی که در درون مزار قرار دارد، این بنا در دوران تیموری ساخته شده‌است.
نمایی از این مکان

### مسیرها و کانال‌های زیر زمینی
این مسیرها قبلاً برای پنهان شدن و در امان ماندن از حملات غارتگران حفر شده‌است و گفته می‌شود به قلعه‌هایی که روی کوه‌های اطراف برپا شده بوده‌اند منتهی می‌شوند.

## اصطلاحات قدیمی
خاشاک به معنی نخود، کشمش و خوردنی‌ها.
خلیطه، وسیله‌ای که نخود و کشمش و غیره داخل آن می‌گذاشتند.
آزگیند در، یعنی جلوی در اتاق.
جرجوک، یعنی چیزی که اتو نشده و چین و چروک دارد.
کنجول، چیزی که جمع شده یا به کسی که بر اثر سرما خوردن خود را جمع و جور می‌کند کنجول می‌گویند.
دالزخ، در واقع همان دار زخم می‌باشد که به تبری که لبهٔ برندهٔ آن موازی دسته آن می‌باشد، گفته می‌شود. قابل ذکر است که تبری که لبهٔ آن عمود بر دستهٔ آن باشد همان تبر گفته می‌شود.

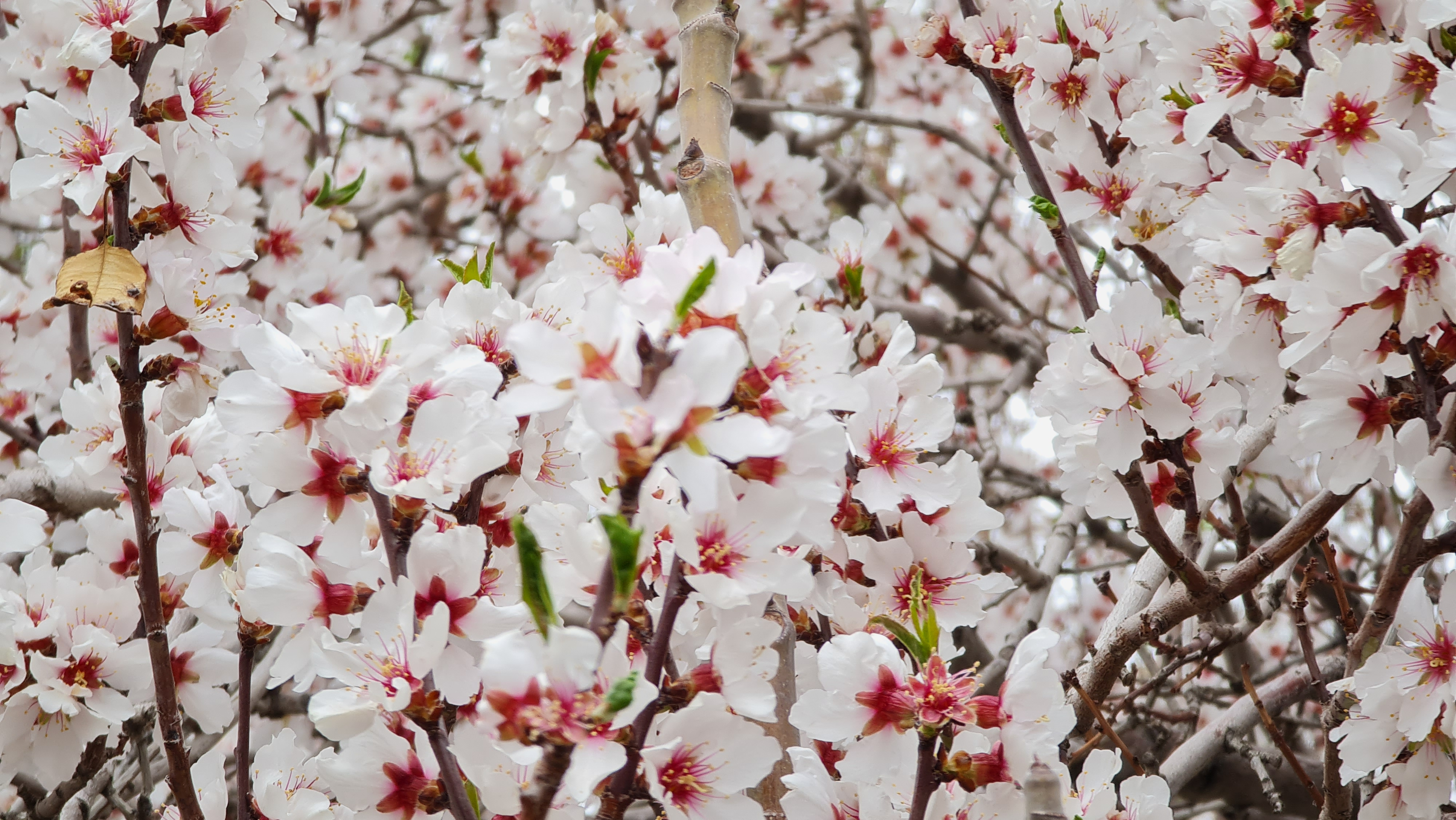
تصاویر روستا زیبا گل

مرجع اصلی: سایت روزنامه خراسان